# Марк Кокцей Нерва (консул-суффект 22 года)
Марк Кокцей Нерва (лат. Marcus Cocceius Nerva) — римский сенатор и консул-суффект, дед императора Нервы.
Происходил из рода Кокцеев. Его отцом был Марк Кокцей Нерва, консул 36 года до н. э.
Марк Кокцей Нерва был юристом и руководил прокулианским правовым училищем.
Его сын Марк Кокцей Нерва, консул 40 года, был также юристом.
В 22 году Марк Кокцей Нерва был назначен консулом-суффектом с Гаем Вибием Руфином.
С 24 года — куратор водного снабжения Рима.
Как близкий друг и родственник (proximus amicorum) Тиберия, Нерва сопровождал императора во время поездки последнего в Кампанию в 26 году.
В 33 году Марк Кокцей Нерва совершил самоубийство, уморив себя голодом.
Причина этого поступка неизвестна, хотя уверяли, что Марк Кокцей Нерва не мог наблюдать за бедствиями империи.
В фильме Тинто Брасса «Калигула» роль Нервы исполнил британский актёр Джон Гилгуд.